# Comuna de Gołymin-Ośrodek
Gołymin-Ośrodek (polaco: Gmina Gołymin-Ośrodek) é uma gminy (comuna) na Polónia, na voivodia de Mazóvia e no condado de Ciechanowski. A sede do condado é a cidade de Gołymin-Ośrodek.
De acordo com os censos de 2004, a comuna tem 4051 habitantes, com uma densidade 36,6 hab/km².

## Área
Estende-se por uma área de 110,55 km², incluindo:
- área agricola: 91%
- área florestal: 3%

## Demografia
Dados de 30 de Junho 2004:
|                      | Total   | Total | Mulheres | Mulheres | Homens  | Homens |
| -------------------- | ------- | ----- | -------- | -------- | ------- | ------ |
|                      | pessoas | %     | pessoas  | %        | pessoas | %      |
| População            | 4051    | 100   | 2026     | 50       | 2025    | 50     |
| Densidade (pop./km²) | 36,6    | 100   | 18,3     | 18,3     | 18,3    | 18,3   |

De acordo com dados de 2002, o rendimento médio per capita ascendia a 1395,79 zł.

## Subdivisões
- Garnowo Duże, Gogole Wielkie, Gołymin-Ośrodek, Gołymin-Południe, Gołymin-Północ, Konarzewo-Marcisze, Mierniki, Morawka, Nieradowo, Nowy Gołymin, Obiedzino Górne, Osiek-Aleksandrowo, Osiek Górny, Osiek-Wólka, Nasierowo-Dziurawieniec, Nasierowo Górne, Nowy Kałęczyn, Pajewo-Szwelice, Pajewo Wielkie, Ruszkowo, Smosarz-Dobki, Stare Garnowo, Watkowo, Wielgołęka, Wola Gołymińska, Wróblewko, Zawady Dworskie.

## Comunas vizinhas
- Ciechanów, Gzy, Karniewo, Krasne, Opinogóra Górna, Sońsk